# 마지막 춤은 나와 함께 (드라마)
《마지막 춤은 나와 함께》는 매주 토,일 밤 22시에 2004년 10월 23일부터 2005년 1월 2일까지 방영되었던 특별기획 드라마이다.
조인성 등이 강현우 역으로 거론됐으나, 조인성은 《마지막 춤은 나와 함께》 후속작인 봄날에 출연하기로 예정되어 지성이 강현우 역으로 낙점됐고, 장나라 등이 거론 되던 지은수 역에는 가수에서 배우로 변신한 유진이 들어갔다.

## 줄거리
두 번의 기억상실 끝에 영원한 사랑을 확인하는 연인의 이야기를 그린 드라마이다.

## 등장 인물
- 지성 : 강현우 역
- 유진 : 지은수 역
- 류수영 : 정태민 역
- 이보영 : 윤수진 역
- 이혜영 : 강현정 역
- 김무생 : 강 회장 역
- 김영란 : 박 여사 역
- 박인환 : 은수 부 역
- 김민정 : 오 여사 역
- 이승민 : 안장미 역
- 김홍표 : 석구 역
- 신귀식 : 윤의원 역
- 김형자 : 손 아줌마 역
- 김병기 : 주 사장 역
- 강지환 : 정규 역
- 안선영 : 장미 선배 역
- 서경석
- 이수완 : 신혼부부 남편 역
- 이미선 : 신혼부부 아내 역
- 염재욱
- 여호민
- 황보라
- 전성우
- 김은경

## 이모저모
- 2003년 MBC 백조의 호수[1] 이후 서경석의 두 번째 연속극 출연작이었는데 김영란은 백조의 호수에 이어 두 번째로 서경석과 호흡을 맞췄다.
- 서경석은 MBC 전속이 풀린 한편 해당 드라마에 캐스팅되어 그 동안 출연해 온 MBC 대단한 도전에서 빠졌다[2].

## 결방과 연장
- 2004년 11월 14일 : 8시 45분부터 3부작 창사특집 드라마 홍소장의 가을 편성으로 결방
- 2004년 12월 19일 : 7시부터 국가대표 축구 친선경기 <한국 VS 독일> 중계 편성으로 SBS 8 뉴스는 8시 55분, 오늘의 스포츠는 9시 30분, 뒷시간대 드라마 토지는 9시 40분에 방영되었으며 이 때문에 결방
- 마지막 춤은 나와 함께 방영 분량이 16부작에서 4회 연장되어 20부작으로 변경.확정되었다.

## 수상
- 2004년 SBS 연기대상 여자 신인상 유진
- 2004년 SBS 연기대상 10대 스타상 지성
- 2004년 SBS 연기대상 남자 조연상 류수영